# Michail Sergeevič Solomencev
Miсhail Sergeevič Solomencev (in russo Михаи́л Серге́евич Соло́менцев; Erilovka, 7 novembre 1913, 25 ottobre del calendario giuliano – Mosca, 15 febbraio 2008) è stato un politico sovietico.

## Biografia
Nato nel Governatorato di Orël, studiò a Leningrado presso la Scuola Navale Frunze dal 1933 al 1935 e presso il Politecnico dal 1935 al 1940. In quell'anno si iscrisse al Partito comunista ed iniziò a lavorare con ruoli dirigenziali presso varie fabbriche dapprima a Lipeck e poi a Kasli, Zlatoust e Čeljabinsk. Dal 1955 al 1966 ebbe ruoli partitici di vertice nei Comitati regionali del PCUS delle oblast' di Čeljabinsk, Karaganda e Rostov e nel Partito Comunista del Kazakistan, di cui fu secondo segretario dal 1962 al 1964. Membro del Comitato centrale del PCUS dal 1961 al 1989, dal 1966 al 1971 diresse il Dipartimento per l'industria pesante del Comitato centrale e fece parte della Segreteria del Comitato centrale del PCUS, mentre dal 1971 al 1983 fu Presidente del Consiglio dei ministri della RSFS Russa e candidato membro del Politburo, di cui fu membro effettivo dal 1983 al 1988. Nello stesso periodo presiedette la Commissione per il controllo partitico.